# Pectinida
Ordre
Les Pectinida sont un ordre de mollusques bivalves, dont de nombreuses espèces sont dénommées « pétoncles ».
Les familles de l'ordre des Pectinida furent longtemps considérées comme faisant partie de celui des Ostreoida, avant d'y être reclasséesGray, 1854. Plusieurs espèces sont cependant encore communément appelées « huîtres », malgré les différences importantes avec l'ordre des Ostreoida. 

## Description et caractéristiques

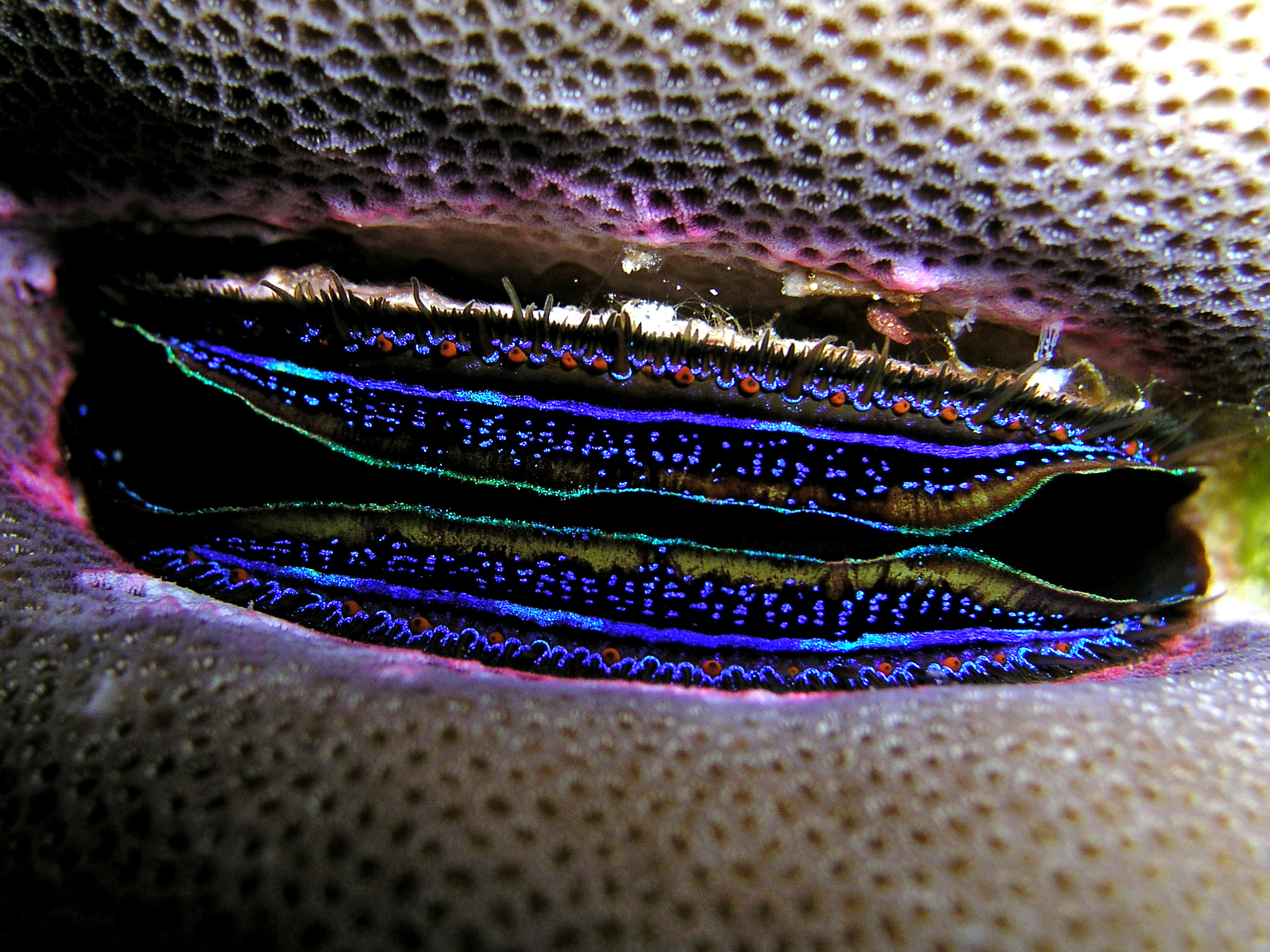
L'huître corallicole Pedum spondyloideum.

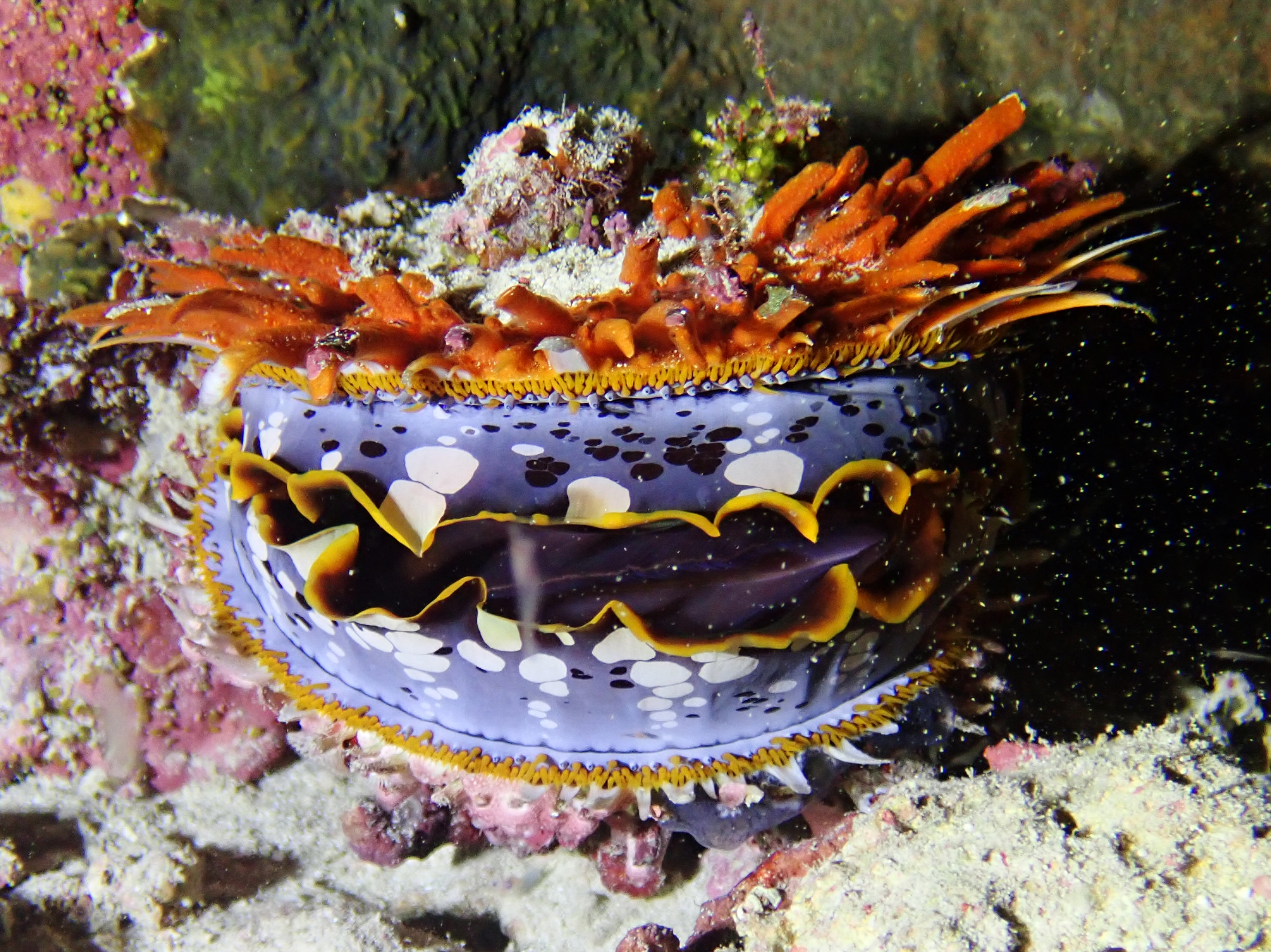
L'huître épineuse Spondylus varius.

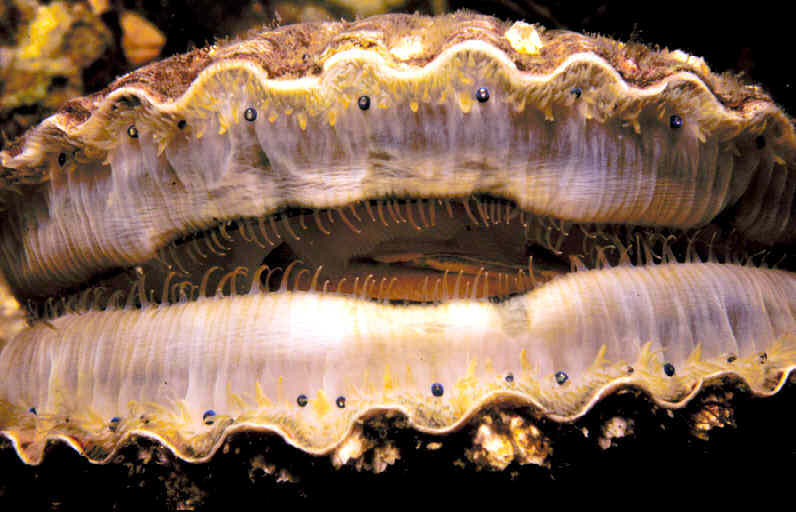
Les yeux sont visibles sous la forme de points noirs brillants sur le bord du manteau d'une coquille Saint-Jacques entrouverte.

Ce sont des bivalves à coquille hémicirculaire, généralement ornée de côtes radiales (qui développent éventuellement des épines, notamment chez les Spondylidae). En général, une valve est presque plate et l'autre plus profonde. Le manteau (parfois très coloré) est bordé, le long de l'ouverture, d'une série d'yeux assez sophistiqués, qui permettent aux nombreuses espèces vagiles (comme les Pecten) de se diriger vers un endroit sûr ou de fuir une menace. 
Comme la plupart des bivalves, ces animaux se nourrissent en filtrant l'eau de mer dans des organes spécialisés, de laquelle ils extraient le plancton qu'ils dirigent vers leur estomac. 
Certaines espèces font l'objet d'une exploitation commerciale, comme les coquilles Saint-Jacques et autres pétoncles (genre Pecten). 

## Liste des familles
Selon World Register of Marine Species (1 avril 2016) :
- super-famille Anomioidea Rafinesque, 1815
  - famille Anomiidae Rafinesque, 1815
  - famille Permanomiidae Carter, 1990 †
  - famille Placunidae Rafinesque, 1815
- super-famille Aviculopectinoidea Meek & Hayden, 1865 †
  - famille Aviculopectinidae Meek & Hayden, 1865 †
  - famille Deltopectinidae Dickins, 1957 †
  - famille Limatulinidae Waterhouse, 2001 †
- super-famille Buchioidea Cox, 1953 †
  - famille Buchiidae Cox, 1953 †
  - famille Dolponellidae Waterhouse, 2001 †
  - famille Monotidae P. Fischer, 1886 †
- super-famille Chaenocardioidea S. A. Miller, 1889 †
  - famille Chaenocardiidae S. A. Miller, 1889 †
  - famille Streblochondriidae Newell, 1938 †
- super-famille Dimyoidea P. Fischer, 1886
  - famille Dimyidae P. Fischer, 1886
- super-famille Entolioidea Teppner, 1922 †
  - famille Entolioidesidae Kasum-Zade, 2003 †
  - famille Pernopectinidae Newell, 1938 †
- super-famille Euchondrioidea Newell, 1938 †
  - famille Euchondriidae Newell, 1938 †
- super-famille Eurydesmatoidea Reed, 1932 †
  - famille Eurydesmatidae Reed, 1932 †
  - famille Manticulidae Waterhouse, 2008 †
- super-famille Heteropectinoidea Beurlen, 1954 †
  - famille Annuliconchidae Astafieva, 1995 †
  - famille Antijaniridae Hautmann, 2011 †
  - famille Heteropectinidae Beurlen, 1954 †
  - famille Hunanopectinidae Yin Hong-fu, 1985 †
  - famille Limipectinidae Newell & Boyd, 1990 †
  - famille Ornithopectinidae Hautmann, 2011 †
- super-famille Oxytomoidea Ichikawa, 1958 †
  - famille Oxytomidae Ichikawa, 1958 †
- super-famille Pectinoidea Rafinesque, 1815
  - famille Cyclochlamydidae Dijkstra & Maestrati, 2012
  - famille Entoliidae Teppner, 1922
  - famille Neitheidae Sobetski, 1960 †
  - famille Pectinidae Rafinesque, 1815
  - famille Pleuronectitidae Hautmann, 2011 †
  - famille Propeamussiidae Abbott, 1954
  - famille Spondylidae Gray, 1826
  - famille Tosapectinidae Trushchelev, 1984 †
- super-famille Plicatuloidea Gray, 1854
  - famille Plicatulidae Gray, 1854
- super-famille Prospondyloidea Pchelintseva, 1960 †
  - famille Prospondylidae Pchelintseva, 1960 †
- super-famille Pterinopectinoidea Newell, 1938 †
  - famille Claraiidae Gavrilova, 1996 †
  - famille Natalissimidae Waterhouse, 2008 †
  - famille Pterinopectinidae Newell, 1938 †

## Galerie

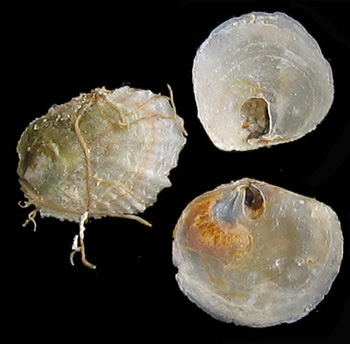
Pododesmus squamula (Anomioidea)
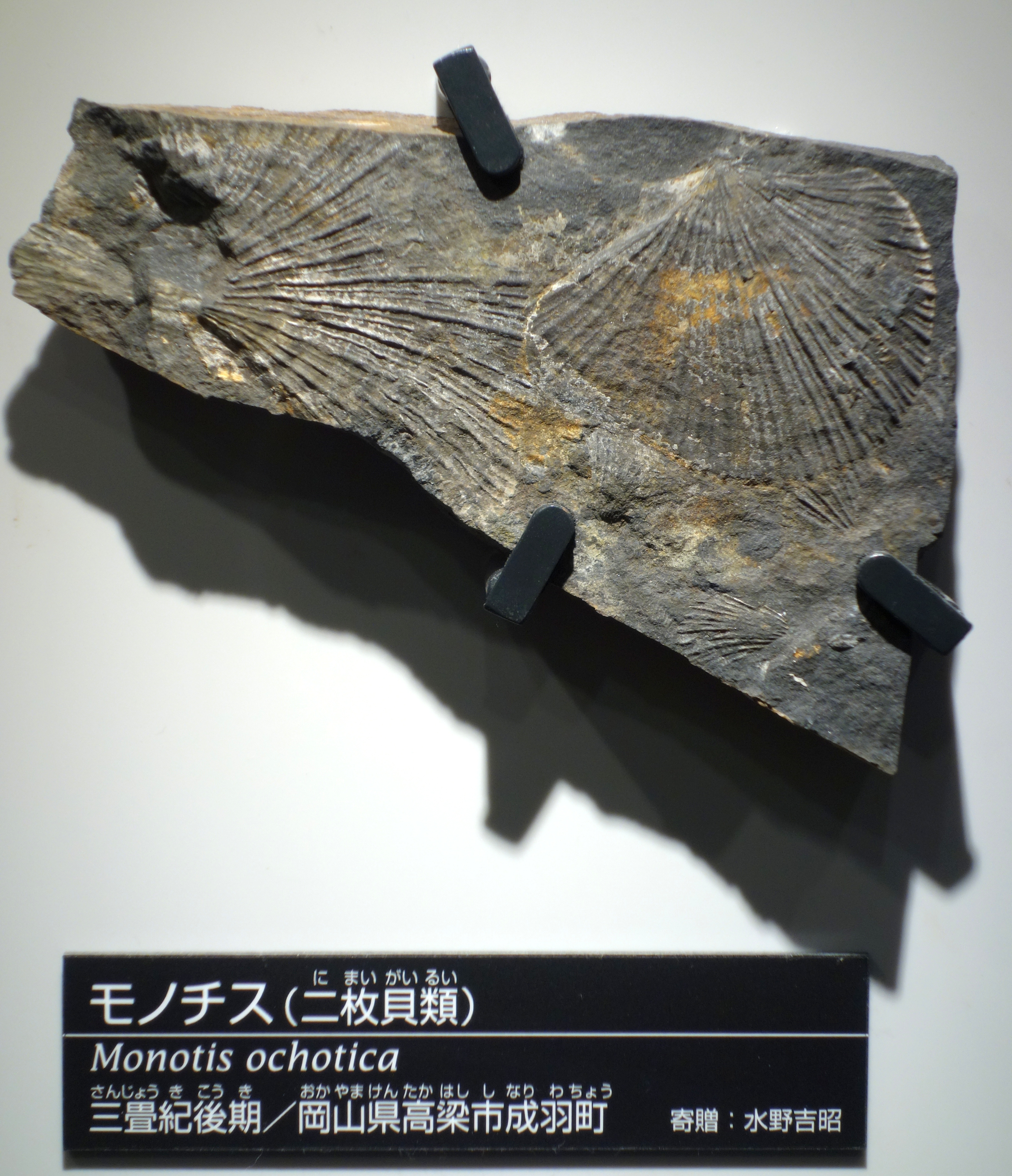
Fossile de Monotis ochotica (Buchioidea)
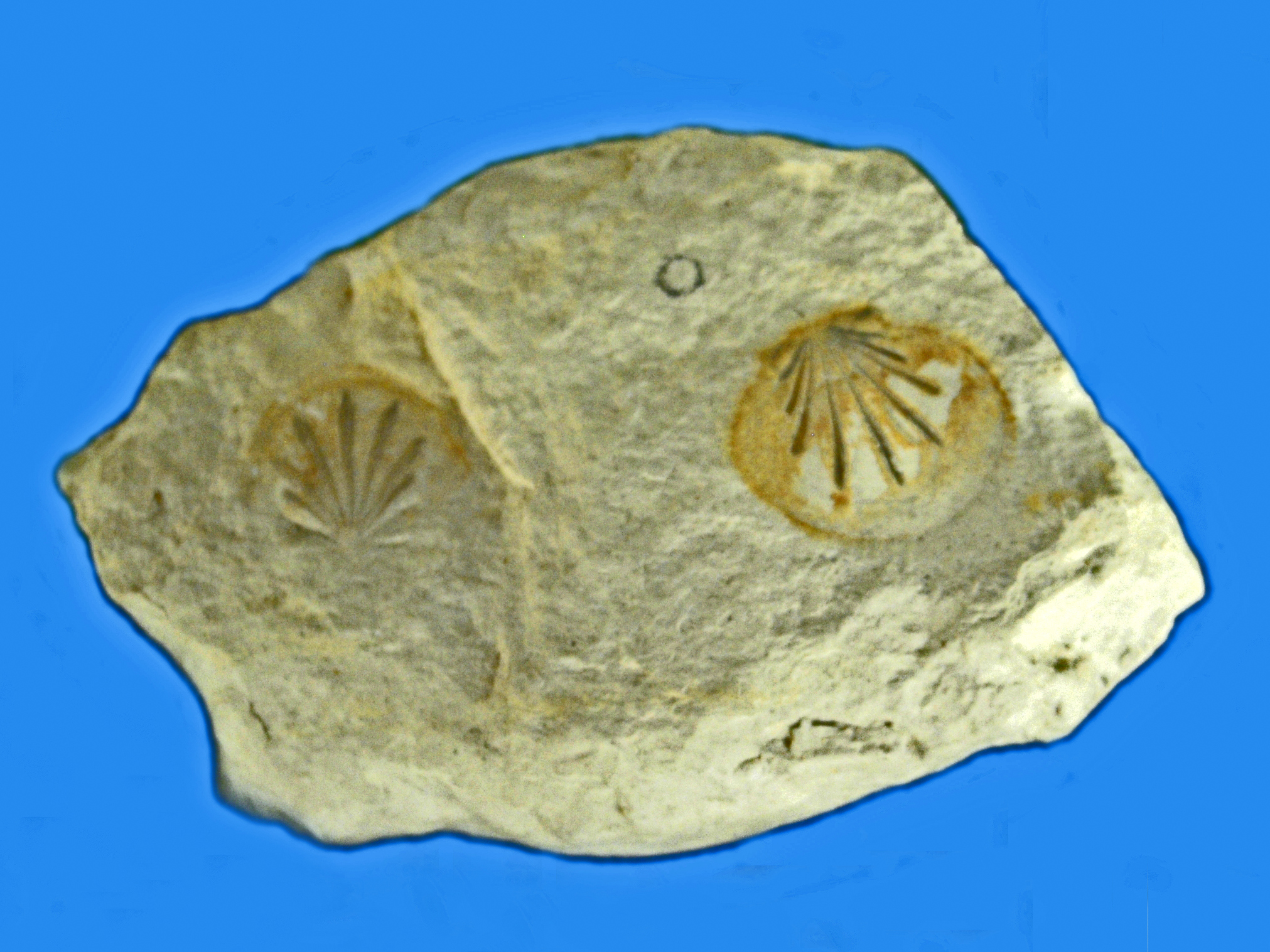
Fossile de Propeamussium eocenicum (Entolioidea)
Chlamys nobilis (Pectinoidea)
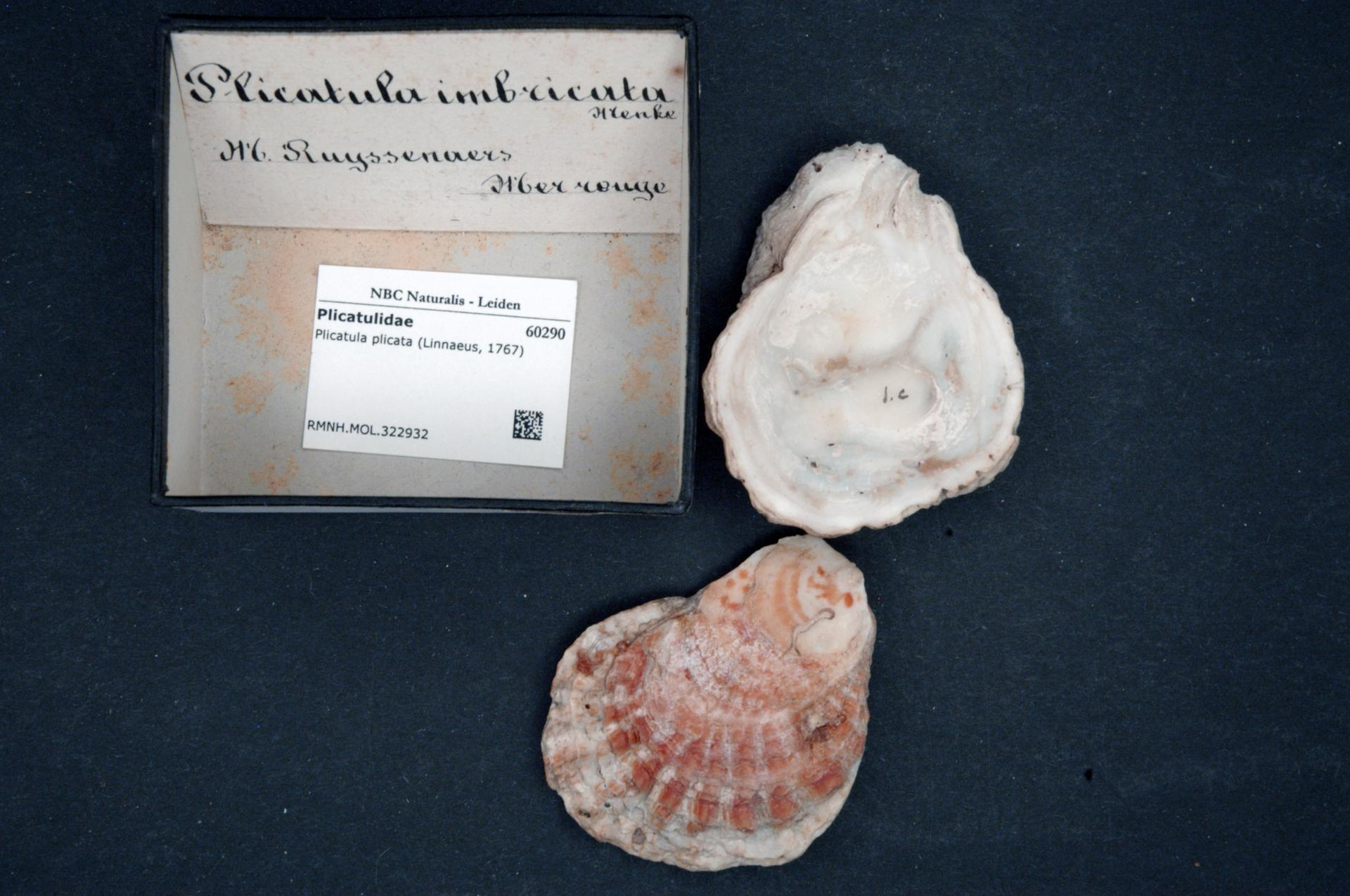
Plicatula plicata (Plicatuloidea)